# San Miguel Tepezontes
San Miguel Tepezontes é um município localizado no departamento de La Paz, em El Salvador.